# Kaiser-Wilhelmsland-Expedition
Die Kaiser-Wilhelmsland-Expedition von 1896 (auch Erste Ramu-Expedition) war eine von der Kolonialabteilung des Auswärtigen Amtes initiierte und nach Kaiser-Wilhelms-Land entsandte deutsche wissenschaftliche Expedition. Kaiser-Wilhelmsland wurde der nordöstliche Teil der Insel Neuguinea genannt, der bis 1914 zur deutschen Kolonie Deutsch-Neuguinea gehörte.

## Vorbereitungen
Die Forschungsreise wurde durch die Berliner Gesellschaft für Erdkunde wissenschaftlich begleitet und durch die Deutsche Kolonialgesellschaft mit einem Zuschuss von 5.000 Mark finanziell unterstützt. Das Deutsche Reich wendete für die Expedition, deren Gesamtkosten rund 33.000 Mark betrugen, 18.074 Mark auf. Auch die Neuguinea-Kompagnie beteiligte sich an dem Vorhaben.
Der Botaniker Karl Lauterbach wurde als Leiter eingesetzt. Weitere Teilnehmer der gut ausgerüsteten Expedition, die am 29. April 1896 auf der Stettin Friedrich-Wilhelm-Hafen erreichte, waren der ehemalige Beamte der Neuguinea-Kompagnie Ernst Tappenbeck als Organisator und der Arzt Hermann Kersting.

## Durchführung
Von Stephansort aus traten die Expeditionsteilnehmer den Marsch in das Landesinnere an, mit dem Auftrag, die Quellen des Markham-Flusses zu finden und die wirtschaftliche Nutzbarkeit des Landes zu erkunden. Ab Mai 1896 sammelten und kartografierten sie die Bergketten des Oertzen- und des Bismarckgebirges. 
Wichtigstes Ergebnis der Expedition war die Entdeckung des Ramu-Flusses. Bereits 1886 war Vizeadmiral Georg von Schleinitz bei der Rückkehr von einer Expedition zum Sepik auf dessen Mündung gestoßen. Schleinitz nannte den Fluss Ottilienfluss, nach seinem Schiff, dem Dampfer Ottilie. Lauterbach stieß am 10. Juli 1896 anstelle des Markhams auf einen unbekannten, nach Nordwesten strömenden Fluss. Er folgte dem Ramu, den er damit entdeckt hatte, etwa 250 km weit flussabwärts per Kanu, doch als die Vorräte schwanden, kehrte er am 8. September 1896 auf derselben Route zurück zur Küste. Am 16. September trafen die Expeditionsteilnehmer wieder in Stephansort ein. 

## Ergebnisse
Da das Bismarckgebirge aus kristallinen Gesteinen besteht, vermutete Lauterbach Goldvorkommen in den westlichen Nebenflüssen des Ramu. Die Forschungsreisen stellten fest, dass das große fruchtbare Gebiet zwischen dem Sepik und dem Flusstal des Ramu zum wirtschaftlichen Anbau von Nutzpflanzen geeignet sei. Weiterhin wurde auf dieser Forschungsreise das Hagengebirge für den westlichen Kulturkreis entdeckt und nach dem damaligen Direktor der Neuguinea-Kompagnie, Curt von Hagen benannt. Die Zweite Ramu-Expedition unter der Leitung von Ernst Tappenbeck konnte 1898 die Identität des Ramu mit dem Ottilienfluß nachweisen.
Lauterbach dokumentierte 150 Vogelarten in ihrer taxonomischen Einordnung sowie die Sichtung von Krokodilen. Die Sammlungsstücke der Expedition, darunter der erstmals angetroffene Dreigang-Laubenvogel, (Chlamydera lauterbachi, auch Lauterbach’s Bowerbird (engl.)) gelangten ins Zoologische Museum Berlin. 